# Girls (serie televisiva)
Girls è una serie televisiva statunitense in onda sul canale via cavo HBO dal 15 aprile 2012 al 16 aprile 2017 per sei stagioni.
La serie è creata, interpretata e prodotta da Lena Dunham. Tra i produttori esecutivi figura Judd Apatow. La prima stagione è stata premiata con il Golden Globe per la miglior serie commedia o musicale. La HBO il 5 gennaio 2015 ha rinnovato la serie per una quinta stagione che verrà trasmessa nel 2016. Lena Dunham ha rivelato che la serie si chiuderà con la sesta stagione, andata in onda dal 12 febbraio 2017.

## Trama
La serie segue le vicende di quattro amiche che stanno cercando di costruirsi una vita dopo essersi trasferite a New York. Hannah, il personaggio principale, è un'aspirante scrittrice poco più che ventenne costretta a ridiscutere le proprie aspirazioni dopo che i genitori decidono di tagliarle i fondi per il suo mantenimento ed è accompagnata dalle migliori amiche Marnie, Jessa e Shoshanna. Hannah scoprirà quanti sbagli è necessario commettere pur di sopravvivere a New York con dei progetti ambiziosi.

## Episodi
| Stagione         | Episodi | Prima TV USA | Prima TV Italia |
| ---------------- | ------- | ------------ | --------------- |
| Prima stagione   | 10      | 2012         | 2012            |
| Seconda stagione | 10      | 2013         | 2013            |
| Terza stagione   | 12      | 2014         | 2018            |
| Quarta stagione  | 10      | 2015         | 2020            |
| Quinta stagione  | 10      | 2016         | 2020            |
| Sesta stagione   | 10      | 2017         | 2020            |

## Personaggi e interpreti

### Personaggi principali
- Hannah Helene Horvath (stagioni 1-6), interpretata da Lena Dunham, doppiata da Letizia Ciampa.
È un'aspirante scrittrice originaria del Michigan, dopo aver frequentato l'Oberlin College si trasferisce a New York dove divide un appartamento con la sua migliore amica Marnie (al 1616 di India Street, nel quartiere Greenpoint, a Brooklyn). Si trova in difficoltà economiche dopo che i suoi genitori decidono di non darle più soldi. Ha un'originale relazione sentimentale con Adam. Scopre che il suo precedente ragazzo Elijah in realtà è gay. Dopo alcune sfortunate esperienze lavorative trova un posto nella caffetteria dell'amico Ray. Hannah sembra avere paura quando nel rapporto con Adam si prospetta un grande salto, infatti dopo aver litigato con Marnie è alla ricerca di una persona con la quale dividere le spese, Adam le propone di vivere insieme ma lei si accorda anche con Elijah come nuovo coinquilino. Dopo aver lasciato Adam ha una breve relazione con Sandy, un ragazzo repubblicano e questa è una delle cause che portano Hannah a lasciarlo. Le viene dato l'incarico di scrivere un e-book in un mese, ma non riuscirà a portarlo a termine, la pressione e lo stress riportano alla luce un disturbo ossessivo-compulsivo che aveva già ai tempi delle scuole superiori. Dopo essere tornata insieme ad Adam comincia a superare i suoi problemi psichiatrici, la pubblicazione del suo eBook si blocca dopo che David, il suo editore, muore. Viene assunta da GQ per scrivere articoli promozionali, ma dopo qualche tempo si licenzia perché teme che così non riuscirà a diventare una scrittrice. Viene accettata al prestigioso corso di specializzazione di scrittura creativa all'Università dell'Iowa.
- Marnie Marie Michaels (stagioni 1-6), interpretata da Allison Williams, doppiata da Valentina Favazza.
Conosce Hannah dai tempi del college e lavora come assistente in una galleria d'arte. È fidanzata con Charlie ma non sembra esserne molto entusiasta. Dopo essersi lasciati Marnie cerca di rimettersi con lui, ma una volta che ciò accade la ragazza gli confessa di non voler stare con lui, dimostrando di non avere le idee molto chiare sulla loro relazione. Rimane molto scossa quando scopre che Charlie ha trovato una nuova ragazza dopo poco tempo. A seguito di una velenosa lite con Hannah lascia l'appartamento e si trasferisce momentaneamente da Shoshanna. Dopo aver perso il lavoro alla galleria d'arte viene assunta come hostess in club per uomini, qui una sera reincontra Booth Jonathan, un artista concettuale per il quale Marnie ha da sempre un'infatuazione, e in seguito hanno un rapporto sessuale. Booth considera Marnie come un'accompagnatrice e non come la sua ragazza, e questa scoperta sconvolge Marnie. Viene incoraggiata da Ray a seguire il suo sogno di diventare una cantante. Dopo aver appreso che Charlie ha avuto successo si rimette insieme a lui. Qualche tempo dopo Charlie la lascia, inizia lavorare nel locale di Ray, con il quale ha una relazione, ma poi si licenzia. Diventa l'assistente di una sua amica che ha aperto una galleria d'arte.
- Jessa Johansson (stagioni 1-6), interpretata da Jemima Kirke, doppiata da Eva Padoan.
Lascia l'Oberlin College dopo averlo frequentato per 7 mesi a causa di una dipendenza da eroina. Dopo aver viaggiato molto torna a New York e si stabilisce nell'appartamento della cugina Shoshanna. Trova lavoro come baby-sitter occupandosi delle due bambine di Katherine e Jeff. Si sposa con Thomas-John in una cerimonia a sorpresa dopo averlo conosciuto poche settimane prima, dopo una cena i suoi genitori i due hanno una discussione e si lasciano. Si fa ricoverare in un centro di disintossicazione, ma si fa cacciare. Inizia a lavorare in un negozio di vestiti per bambini, ma dopo aver incontrato Jasper, un uomo conosciuto al centro, torna a fare uso di droga. Aiuta un'anziana fotografa disabile a praticare l'eutanasia, la quale però in punto di morte cambia idea.
- Shoshanna Shapiro (stagioni 1-6), interpretata da Zosia Mamet, doppiata da Erica Necci.
È una ragazza molto candida e gentile, ospita nel suo appartamento la cugina Jessa. Frequenta l'Università di New York ed è una fan di Sex and the City. Confessa alle amiche di essere ancora vergine, in seguito avrà il suo primo rapporto sessuale completo con Ray. La loro relazione termina quando emergono le loro diversità di età, ambizione e interessi. In seguito ha rapporti occasionali con diversi ragazzi. Non riesce a laurearsi nei tempi che aveva prestabilito a causa di 3 crediti.
- Adam Sackler (stagioni 1-6), interpretato da Adam Driver, doppiato da Andrea Mete.
È il ragazzo di Hannah, fa il falegname e il suo appartamento a Prospect Heights è anche il laboratorio. In passato ha avuto dei problemi di alcolismo. Inizialmente la loro relazione sembra essere caratterizzata solamente dal sesso, col passare del tempo diventa più profondo. Il loro rapporto s'incrina quando lui le confessa di amarla ma lei non risponde. Non riesce ad accettare la rottura con Hannah, una sera va a casa sua ma lei chiama la polizia, Adam viene arrestato per dei piccoli reati pregressi e passa una notte in prigione. Ha una breve relazione con Natalia. Dopo essere tornato con Hannah comincia a cercare di diventare un attore, fa alcune audizioni e poi ottiene una parte in un musical di Broadway, questa nuova carriera complica la relazione con Hannah.
- Raymond "Ray" Ploshansky (stagioni 2-6, ricorrente stagione 1), interpretato da Alex Karpovsky, doppiato da Gianfranco Miranda.
Ha nove anni più di Hannah. È un amico di Charlie, con il quale forma i Questionable Goods, e gestisce una caffetteria, dove poi assumerà Hannah. Durante una folle festa si prende cura di Shoshanna sotto l'effetto di crack, la quale, tempo dopo, perderà la verginità con lui. Durante la relazione con Shoshanna si trasferisce nel suo appartamento, la ragazza lo sprona a crescere ed a diventare un imprenditore. Il suo capo gli affida la direzione di un nuovo locale in apertura.
- Elijah Krantz (stagioni 4-6, ricorrente stagioni 1-3), interpretato da Andrew Rannells, doppiato da Flavio Aquilone.
È l'ex-ragazzo di Hannah dei tempi del college, scopre di essere gay durante la relazione con lei. Diventa coinquilino di Hannah ma dopo aver fatto sesso con Marnie viene lasciato dal suo compagno e abbandona l'appartamento.
- Desi Harperin (stagioni 4-6, ricorrente stagione 3), interpretato da Ebon Moss-Bachrach, doppiato da Emiliano Coltorti.
È un attore che ha lavorato come co-protagonista nello spettacolo teatrale Major Barbara insieme ad Adam. Ha una fidanzata di nome Clementine, che lo lascerà quando inizierà una relazione nascosta con Marnie, inizialmente, suo accompagnatore musicale. I due in seguito si sposeranno, ma alla fine anche Marnie si separerà da lui, in quanto non tollera il suo comportamento infantile e di superiorità.
- Fran Parker (stagione 5, ricorrente stagione 4), interpretato da Jake Lacy, doppiato da Daniele Giuliani.
Collega di lavoro di Hannah con cui ha un appuntamento.

### Personaggi secondari
- Loreen e Tad Horvath (stagioni 1-6), interpretati da Becky Ann Baker e Peter Scolari, doppiati da Stefanella Marrama e Mario Cordova.
Sono i genitori di Hannah e vivono a East Lansing nel Michigan dove svolgono l'attività di professori. All'inizio della serie (seppur con qualche riluttanza da parte di Tad) decidono di tagliare i soldi mensili destinati a Hannah, in modo da motivarla ancora di più nella scrittura. Hannah va a trovarli in occasione del loro 30º anniversario di nozze ma non fa cenno ai suoi recenti problemi economici.
- Charlie Dattolo (stagioni 1-2, 5), interpretato da Christopher Abbott, doppiato da Alessio De Filippis.
È il premuroso fidanzato di Marnie, stanno insieme dai tempi del college, dove si sono conosciuti ad una festa. Si lasciano quando, leggendo per caso il diario di Hannah, scopre le perplessità che l'amica ha scritto sulla loro relazione. Poco dopo la rottura conosce la sua nuova ragazza Audrey che in seguito lo lascia perché gelosa di Marnie. Insieme a Ray forma la band Questionable Goods. In seguito crea una startup per lo sviluppo di una app per smartphone, Forbid, che ha immediato successo facendogli guadagnare molti soldi. Dopo aver lasciato Marnie la sua società fallisce e va a lavorare in un negozio di scarpe.
- Katherine e Jeff Lavoyt (stagione 1), interpretati da Kathryn Hahn e James LeGros, doppiati da Giò Giò Rapattoni e Simone D'Andrea.
Sono i genitori di due bambine alla quale Jessa fa da baby-sitter. Lei è una produttrice di documentari, lui è disoccupato. Jeff vuole intraprendere una relazione con Jessa, ma lei lo respinge. Viene licenziata, ma Katherine cercherà di convincerla a tornare al lavoro. Jessa rifiuterà sapendo della forte attrazione tra lei e Jeff e della sua inagibilità a crescere.
- Thomas-John (stagioni 1-2), interpretato da Chris O'Dowd, doppiato da David Chevalier.
Dopo un imbarazzante incontro con Jessa e Marnie presso la sua abitazione, finisce con lo sposare Jessa in una cerimonia a sorpresa ma il matrimonio è di breve durata. Si occupa di venture capital.
- Laird Schlesinger (stagioni 2-6), interpretato da Jon Glaser.
Vicino di casa di Hannah e disintossicato.
- Hermie (stagioni 2-6), interpretato da Colin Quinn.
Capo di Ray al locale dove lavora che teme di morire a causa di una malattia sconosciuta.
- David Pressler-Goings (stagioni 2-3), interpretato da John Cameron Mitchell, doppiato da Riccardo Scarafoni.
Editore di Hannah per il suo e-book. Sia bisessuale che gay, trasferisce il libro sull'applicazione Grindr. In seguito, verrà trovato morto e durante il suo funerale si scopre che aveva una moglie di nome Annalise.
- Natalia (stagioni 2-3), interpretata da Shiri Appleby, doppiata da Margherita De Risi.
Ex-ragazza di Adam che verrà lasciata quando lui si metterà con Hannah.
- Caroline Sackler (stagioni 3-6), interpretata da Gaby Hoffmann, doppiata da Perla Liberatori.
Sorella di Adam. Dimostra segnali di squilibrio mentale. Si trasferisce per un po' di tempo nell'appartamento di Hannah e Adam, dopo un litigio se ne va e si stabilisce da Laird, loro vicino di casa, da quale avrà un bambino.
- Jasper (stagione 3), interpretato da Richard E. Grant, doppiato da Francesco Prando.
Amico di Jessa nella riabilitazione. Arriva a New York alla sua ricerca, ma lei lo lascia affinché stia con la figlia Dot.
- Mimi-Rose Howard (stagione 4), interpretata da Gillian Jacobs.
Nuova fidanzata di Adam nel periodo in cui Hannah era nell'Iowa.
- Dill Harcourt (stagioni 5-6), interpretato da Corey Stoll, doppiato da Massimo De Ambrosis.
Nuovo interesse amoroso di Elijah.

## Produzione

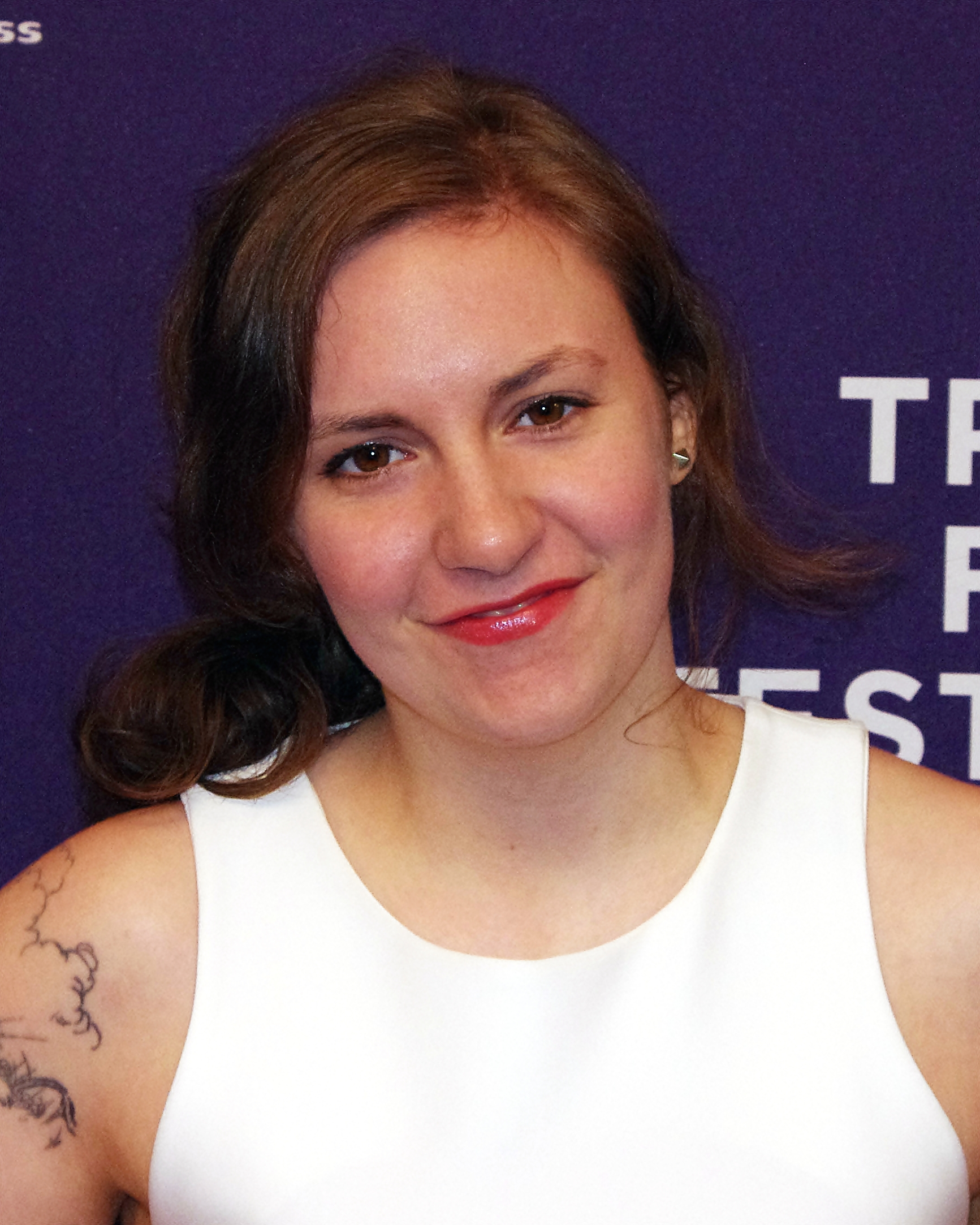
Lena Dunham. Creatrice, sceneggiatrice, produttrice e interprete della serie.

Nel 2010 Lena Dunham ha realizzato il suo primo lungometraggio, Tiny Furniture, che ha scritto, diretto ed interpretato, ottenendo recensioni positive dalla critica e il premio per miglior sceneggiatura d'esordio agli Independent Spirit Awards 2011. Grazie al successo del film, la Dunham viene contattata dalla HBO per una collaborazione.
La Dunham sviluppa l'idea di raccontare, in maniera il più realistica possibile, le vicende di quattro giovani amiche alle prese con le aspirazioni e le umiliazioni quotidiane, tra fallimenti lavorativi e relazioni sentimentali senza futuro. Il progetto ha iniziato a concretizzarsi dopo il coinvolgimento di Judd Apatow, che ha prodotto la serie attraverso la sua Apatow Productions.
L'episodio pilota è stato ordinato a metà settembre del 2010, mentre l'ordine per l'intera produzione della prima stagione è avvenuto nel gennaio 2011. Lena Dunham ha curato la sceneggiatura di tutti i 10 episodi, che compongono la prima stagione, e ne ha diretti 5.

## Distribuzione
Girls ha debuttato ufficialmente negli Stati Uniti il 15 aprile 2012. Dal giorno successivo, il primo episodio viene reso disponibile online sul sito ufficiale della HBO e su YouTube. I primi tre episodi sono stati mostrati in anteprima al South by Southwest il 12 marzo 2012.
I diritti per la messa in onda in Italia sono stati ottenuti da MTV, che ha trasmesso la prima stagione dal 10 ottobre 2012 e la seconda dal 13 febbraio 2013. Dalla terza alla sesta stagione è stata distribuita su Sky Box Sets.

## Accoglienza e critiche
I critici hanno lodato lo show per la sua natura fresca, grezza, e per l'umorismo e il realismo con cui la Dunham e le sue colleghe sono riuscite a rappresentare le donne e le relazioni interpersonali. La première della serie ha suscitato polemiche perché portava in scena quattro ragazze bianche, scelta che è stata contestata poiché non rispetta la composizione della popolazione newyorchese: le uniche persone di colore erano un senzatetto e un taxista. Concordando sul fatto che vi è una mancanza di diversità razziale tra le quattro ragazze protagoniste, un commento di The Huffington Post sostiene che il problema è l'industria televisiva nel suo complesso. Lena Dunham ha pubblicamente detto, "Ho scritto lo spettacolo da un punto di vista molto personale, e ogni personaggio è stato un pezzo di me o è pensato sulla base di qualcuno molto vicino a me. L'esperienza di un personaggio di colore comporterebbe una certa specificità, un aspetto che non mi sento di rappresentare, poiché non conosco."
Girls ha inoltre spostato il dibattito su ciò che oggigiorno si intende per femminismo. Lo show televisivo è stato elogiato per la sua rappresentazione delle donne e dell'amicizia femminile, ma criticato come classista, razzista, e depravato.

## Riconoscimenti
- 2012 - Premio Emmy
  - Miglior casting per una serie commedia (Jennifer Euston)
- 2013 - Golden Globe
  - Miglior serie commedia o musicale
  - Miglior attrice in una serie commedia o musicale (Lena Dunham)
- 2013 - BAFTA TV Awards
  - Premio internazionale
- 2013 - Directors Guild of America Award
  - Miglior regia in una serie commedia
- 2013 - Writers Guild of America Award
  - Miglior nuova serie